# Prințul Igor Constantinovici al Rusiei
Prințul Igor Constantinovici al Rusiei (rusă Игорь Константинович) (10 iunie 1894 – 18 iulie 1918), a fost al șaselea copil al Marelui Duce Constantin Constantinovici al Rusiei și a soției lui Prințesa Elisabeta de Saxa-Altenburg.